# 김승재 (아나운서)
김승재(1980년 1월 8일 ~ )은 대한민국의 연합뉴스TV 앵커, 아나운서이다.

## 방송
- 오피스 아이돌 (2008)